# Вишнёвое (Халимоновский сельсовет)
Вишнёвое (укр. Вишневе, до 2016 г. — Петровское) – село, расположенное на территории Бахмачского района Черниговской области (Украина).
Село расположено примерно в 6 км к северо-востоку от центра города Бахмач. В 8 км севернее села проходит автодорога М-02. Ближайшие сельские населённые пункты — сёла Халимоново, Городище и Шумин.
Население составляет 97 жителей (2006 год). Плотность населения — 1 901,96 чел/кв.км.
Впервые упоминается в 1932 году.
Средняя высота населённого пункта — 140 м над уровнем моря. Село находится в зоне умеренно континентального климата.
Национальный состав представлен преимущественно украинцами, конфессиональный состав — христианами.